# Cap Ferrat

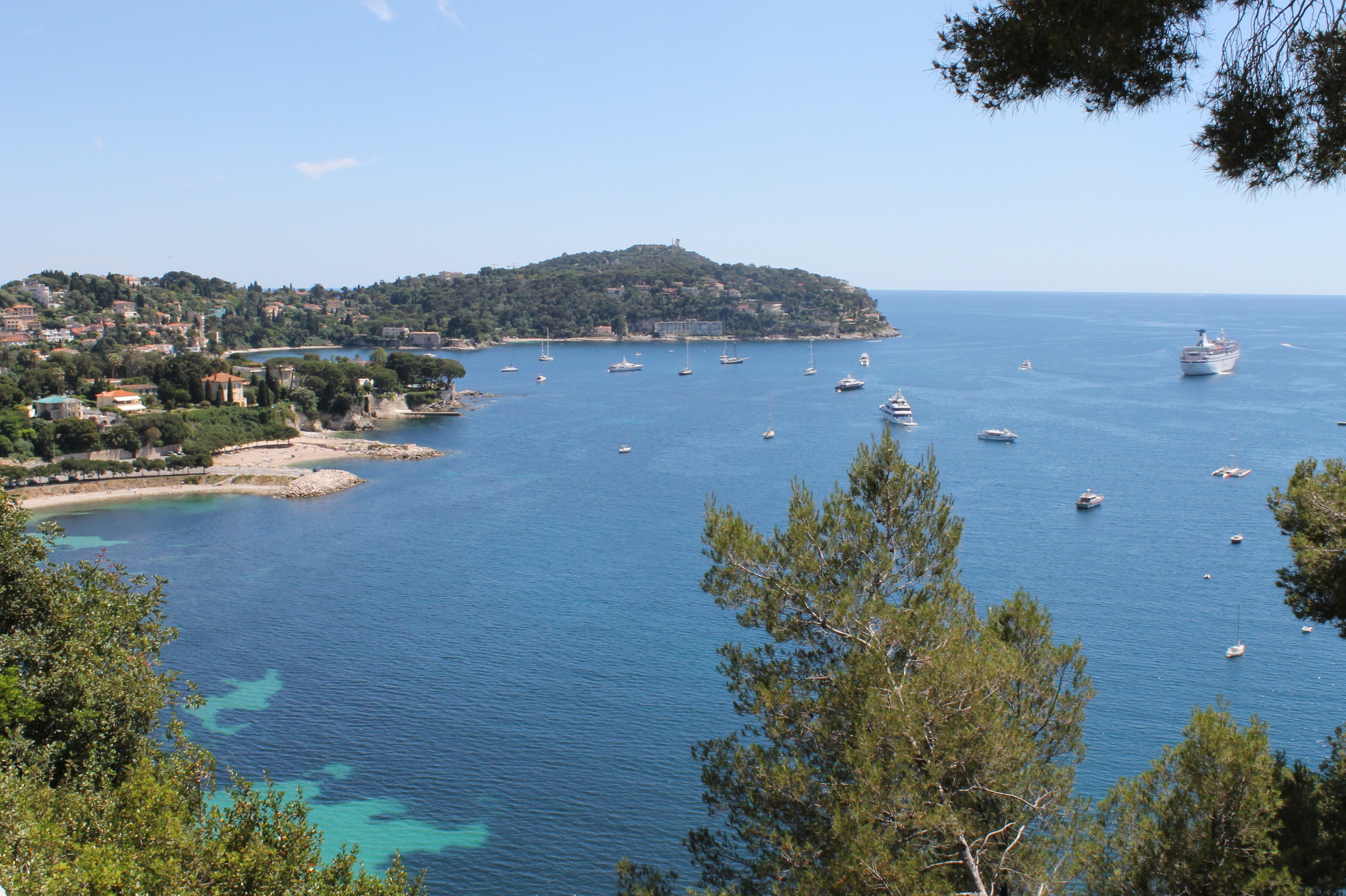
Das Cap Ferrat von Villefranche-sur-Mer aus gesehen

Das Cap Ferrat ist eine Halbinsel an der Côte d’Azur. Sie liegt zwischen Nizza und Monaco, gehört zur Region Provence-Alpes-Côte d’Azur, zum Département Alpes-Maritimes, zum Arrondissement Nizza und zur Gemeinde Saint-Jean-Cap-Ferrat des gleichnamigen Ortes an ihrem Ostufer. Die Halbinsel trennt Beaulieu-sur-Mer und Villefranche-sur-Mer.

## Sehenswürdigkeiten
Das Cap Ferrat wird nicht nur als exquisites Wohngebiet geschätzt, sondern ist auch ein beliebter Anziehungspunkt für Touristen. Weitläufige Villen mit zum Teil bewaldeten Arealen und eine Ringstraße auf der Anhöhe (Boulevard du Général de Gaulle) bieten ein parkähnliches Ambiente. Das Royal Riviera und das Grand-Hotel du Cap-Ferrat sind jeweils in den ersten Jahren des 20. Jahrhunderts errichtete Fünf-Sterne-Hotels, letzteres in der besonders herausragenden Kategorie Palace, die nur 31 Häuser in ganz Frankreich umfasst. Neben einigen ruhigen Buchten am Meer, die zum Baden einladen (darunter die wohl bekannteste am Paloma Beach), ist die Hauptattraktion wohl das Museum Villa Ephrussi de Rothschild. Im Jahr 1905 ließ die Tochter eines Bankenmillionärs Béatrice Ephrussi de Rothschild auf dem Cap einen Palazzo im toskanischen Stil erbauen, dessen Parkanlage zu den schönsten Gärten Europas zählt.
|  |

## Der Leuchtturm

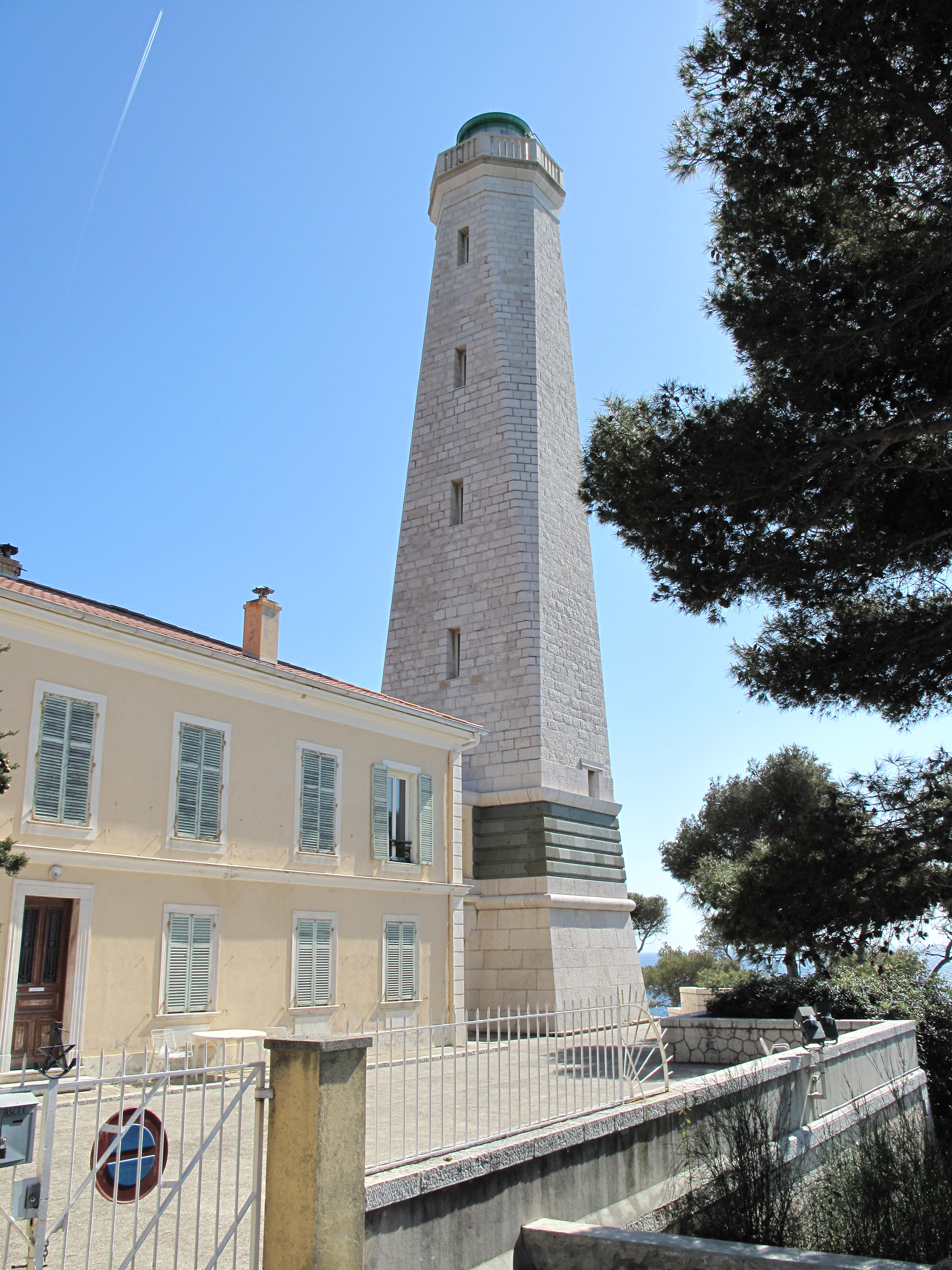
Leuchtturm von Cap Ferrat

Die ganze Halbinsel kann direkt an der Küste auf einem Fußweg umrundet werden (Chemin des Douaniers, Chemin de la Carrière). An ihrer südlichen Spitze am Ende des Chemin du Phare steht ein Leuchtturm als Schiffahrtswegweiser (Phare du Cap Ferrat). Dieser sich nach oben verjüngende Turm aus Werksteinen hat an seiner Basis einen pentagonalen Querschnitt, der mit zunehmender Höhe in einen oktogonalen Querschnitt übergeht. Auf einer Dachkanzel mit Steinbalustrade befindet sich das zylindrische Lampenhaus. Der Turm wurde 1827 zur Zeit des Königreichs Sardinien an Stelle eines noch älteren Leuchtturms erbaut und 1838 sein neues Signallicht gestartet. Sowohl der ursprüngliche wie auch der damals neue Turm dienten hauptsächlich der Schiffswegweisung in den Hafen von Villefranche-sur-Mer. Im Verlaufe des Zweiten Weltkrieges wurde der Turm 1944 von der deutschen Wehrmacht zerstört, 1949 von den Corps des ingénieurs des ponts et chaussées rekonstruiert und 1952 sein Signallicht wieder in Betrieb genommen. Der Leuchtturm selbst ist nunmehr 34 Meter hoch, so dass er auf Grund seiner Lage am Halbinselhang die Gesamthöhe von 78 Meter über Meeresspiegel erreicht und sein Leuchtfeuer meerseitig in einem Umkreis von etwa 45 Kilometern zu sehen ist. Zum im Besitz des französischen Staates befindlichen Leuchtturms gehört ein Wohnhaus, ein Gerätehaus und ein größerer Garten.

## Die Sémaphore
Auf der höchsten Erhebung im südlichen Halbinselteil befindet sich eine maritime Signal- und Beobachtungsstation (Sémaphore du Cap Ferrat). Sie wurde 1862 auf Wunsch von Napoleon III. errichtet, wird heute von der französischen Marine (Marine nationale) betrieben und dient sowohl landeinwärts der Waldbrandaufsicht wie meeresseitig der allgemeinen Schiffahrtsregelung einschließlich Küstenschutz, der Seenotrettung und der militärischen Küstenverteidigung. Von einem 23 Meter hohen Turm erfolgt in einer Gesamthöhe von 143 Metern über Meeresspiegel die visuelle und die Radar-Überwachung. Die Station mit Turm und weiteren Antennenanlagen befindet sich auf einem abgeschlossenen Militärgelände, ist über den Chemin du Sémaphore zu erreichen und kann jedes Jahr an den französischen Kulturtagen im Monat September besichtigt werden.
|  |

## Bildgalerie

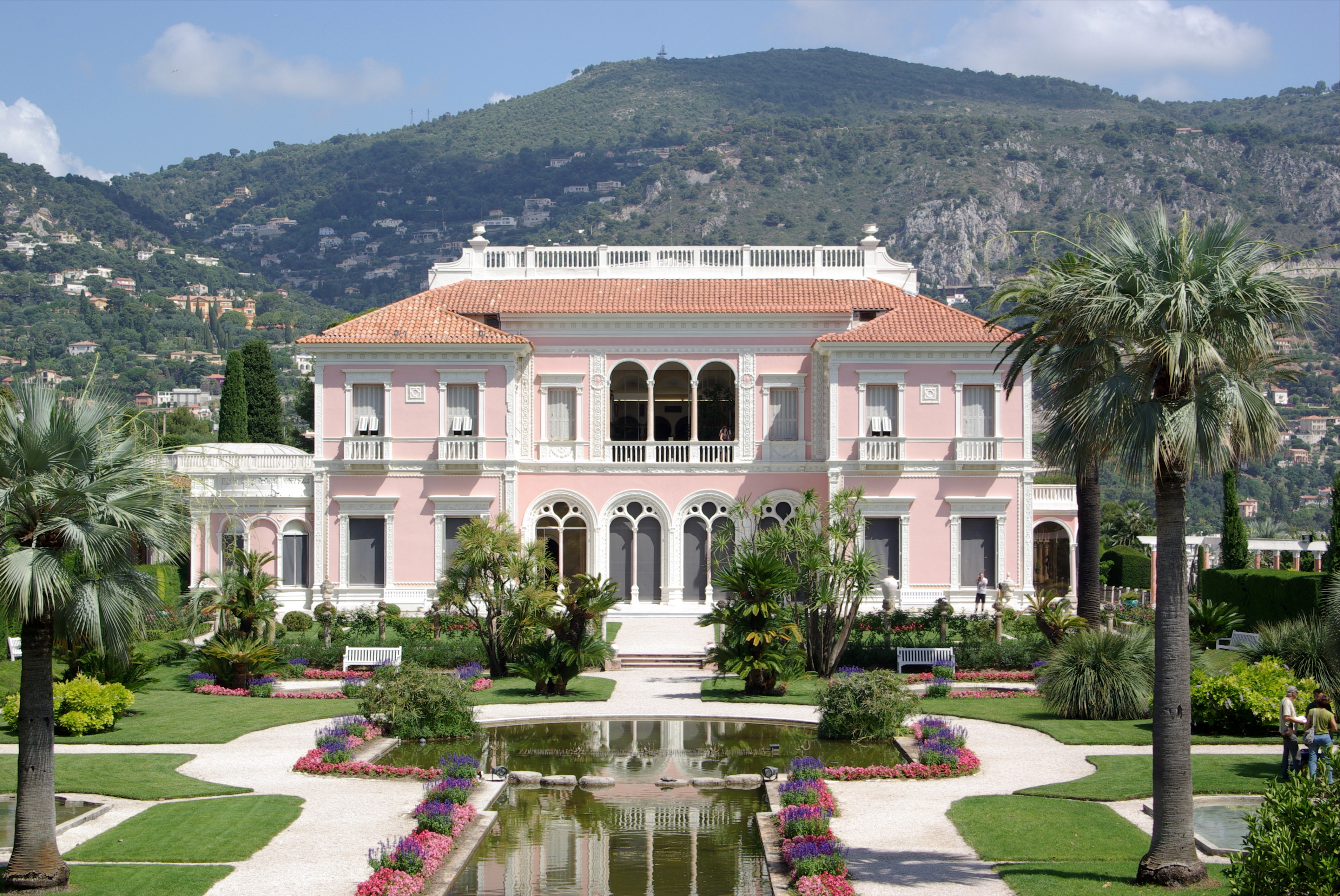
Villa Ephrussi de Rothschild
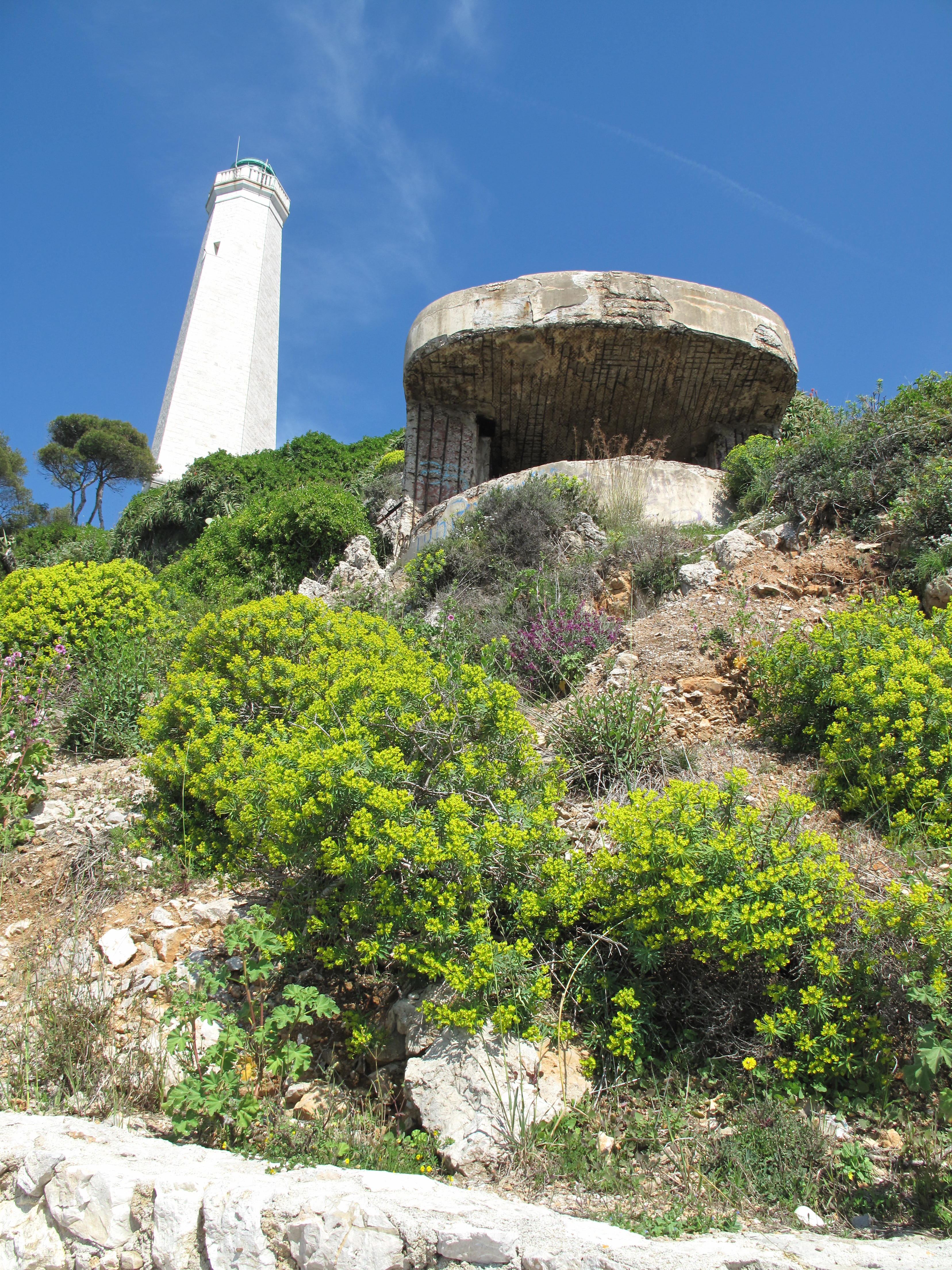
Leuchtturm von Cap Ferrat mit vorgelagerter Bunkerruine aus dem Zweiten Weltkrieg
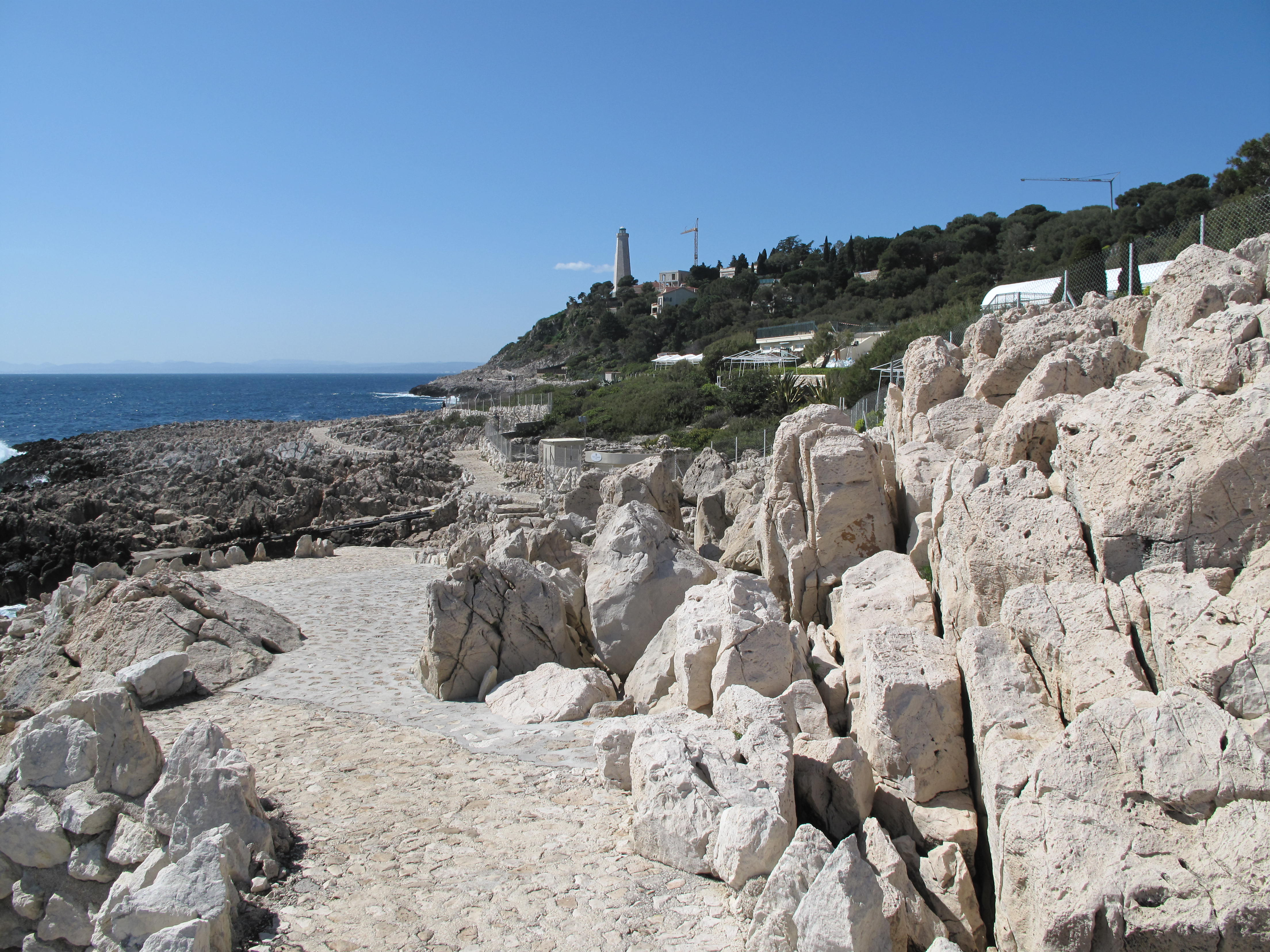
Leuchtturm von Cap Ferrat und Küstenumrundungsweg
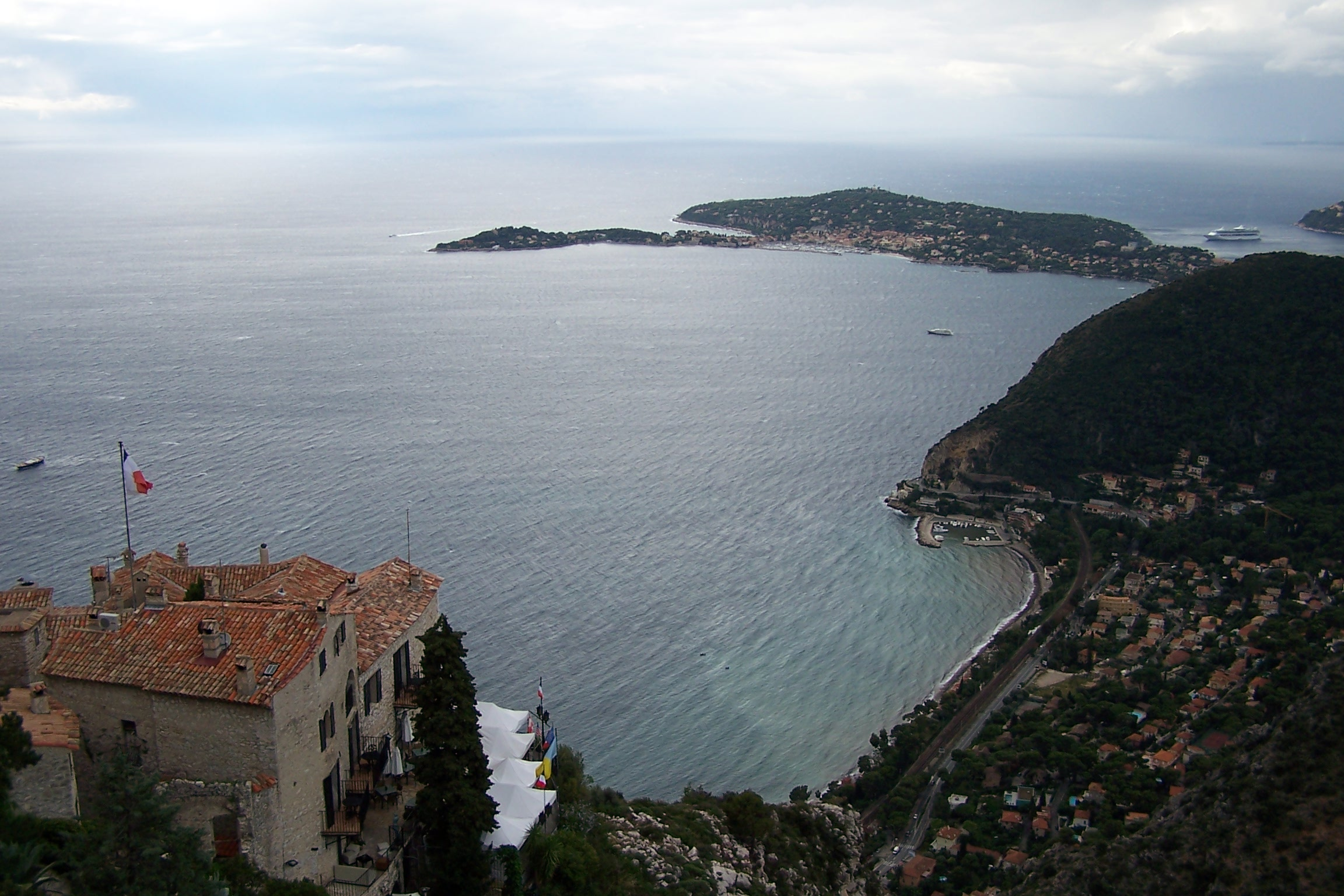
Das Cap Ferrat von Èze aus gesehen
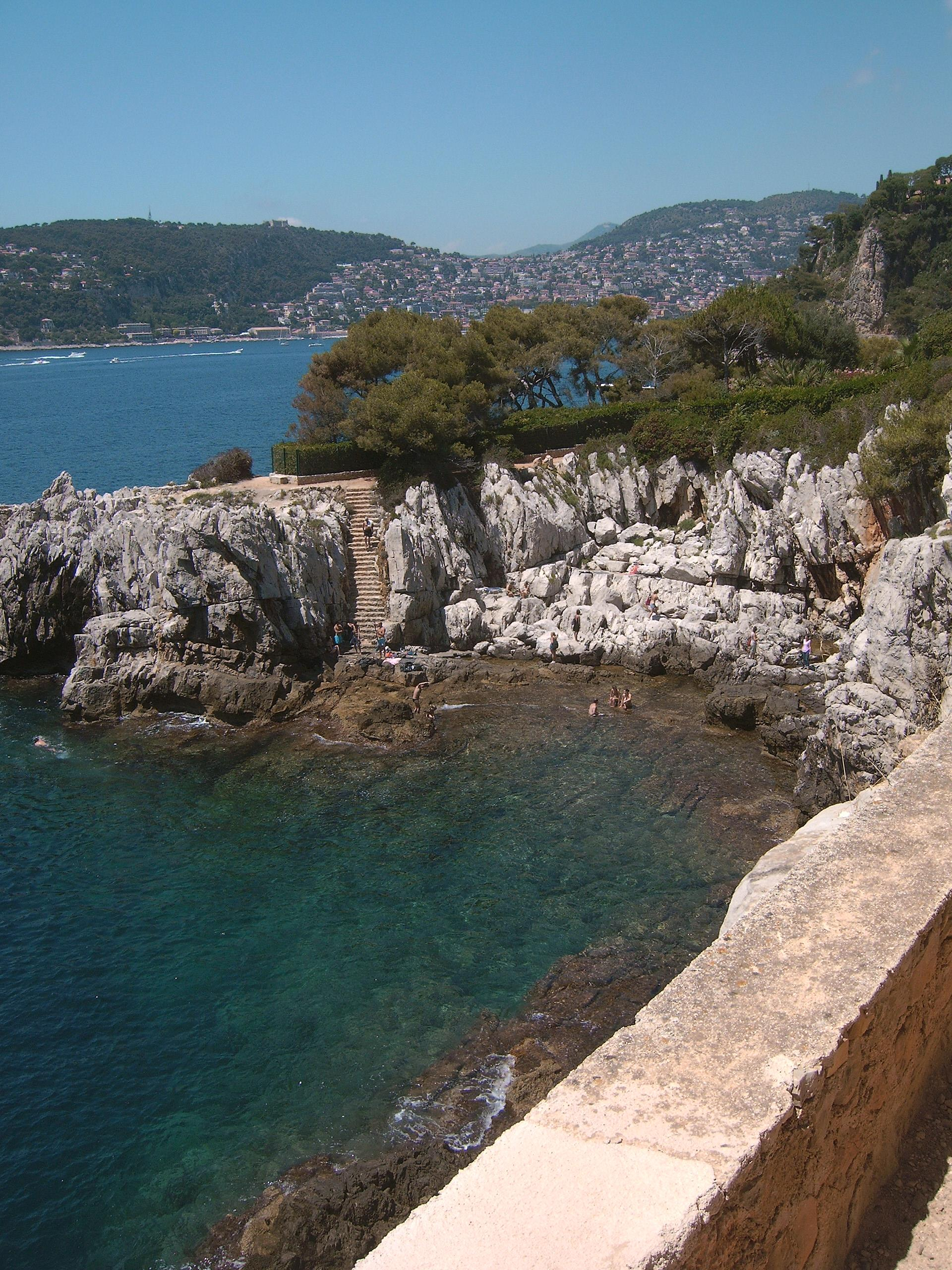
Cap Ferrat, Badende in kleiner Bucht, Blickrichtung Villefranche
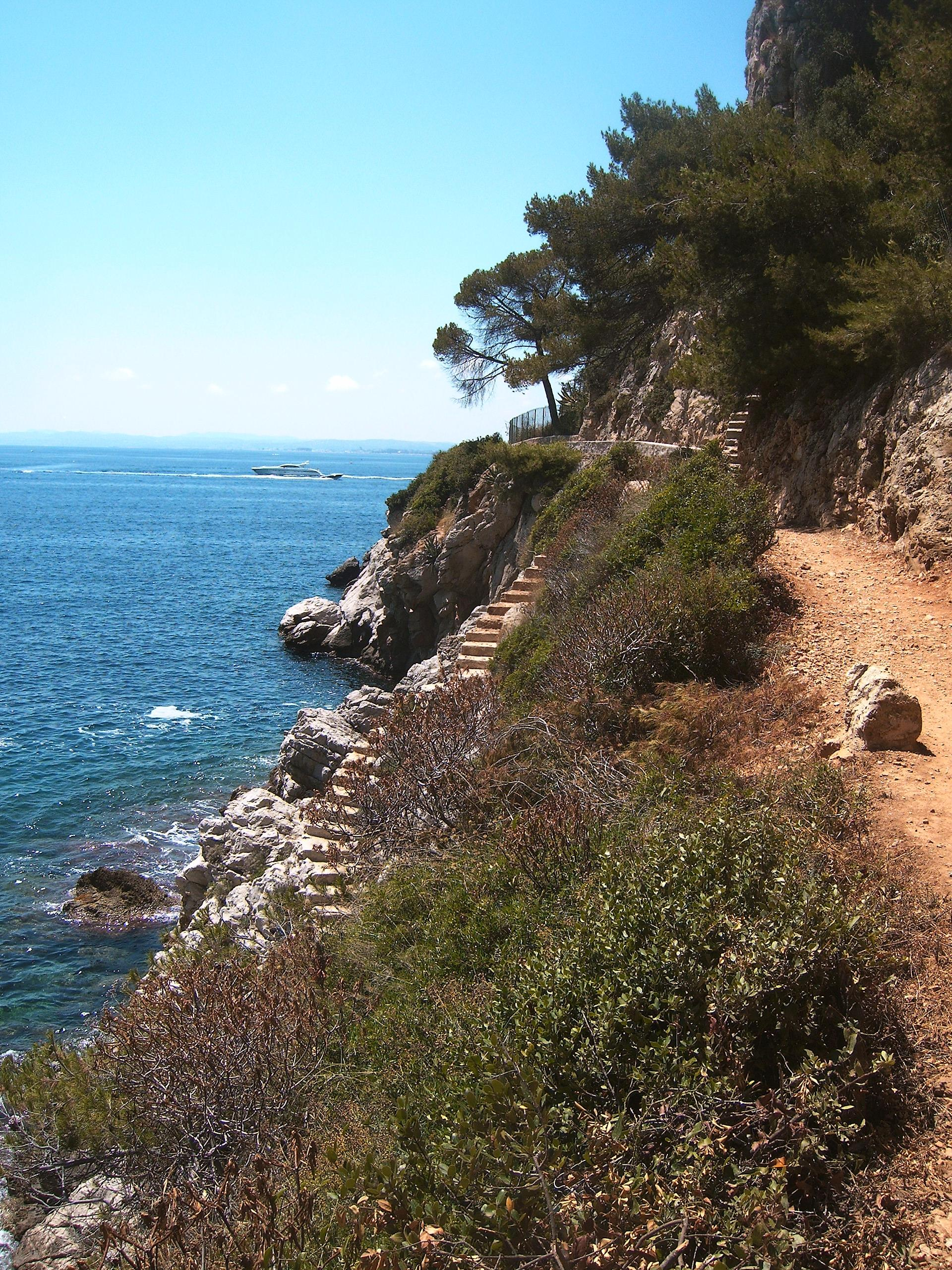
Cap Ferrat, Rundwanderweg
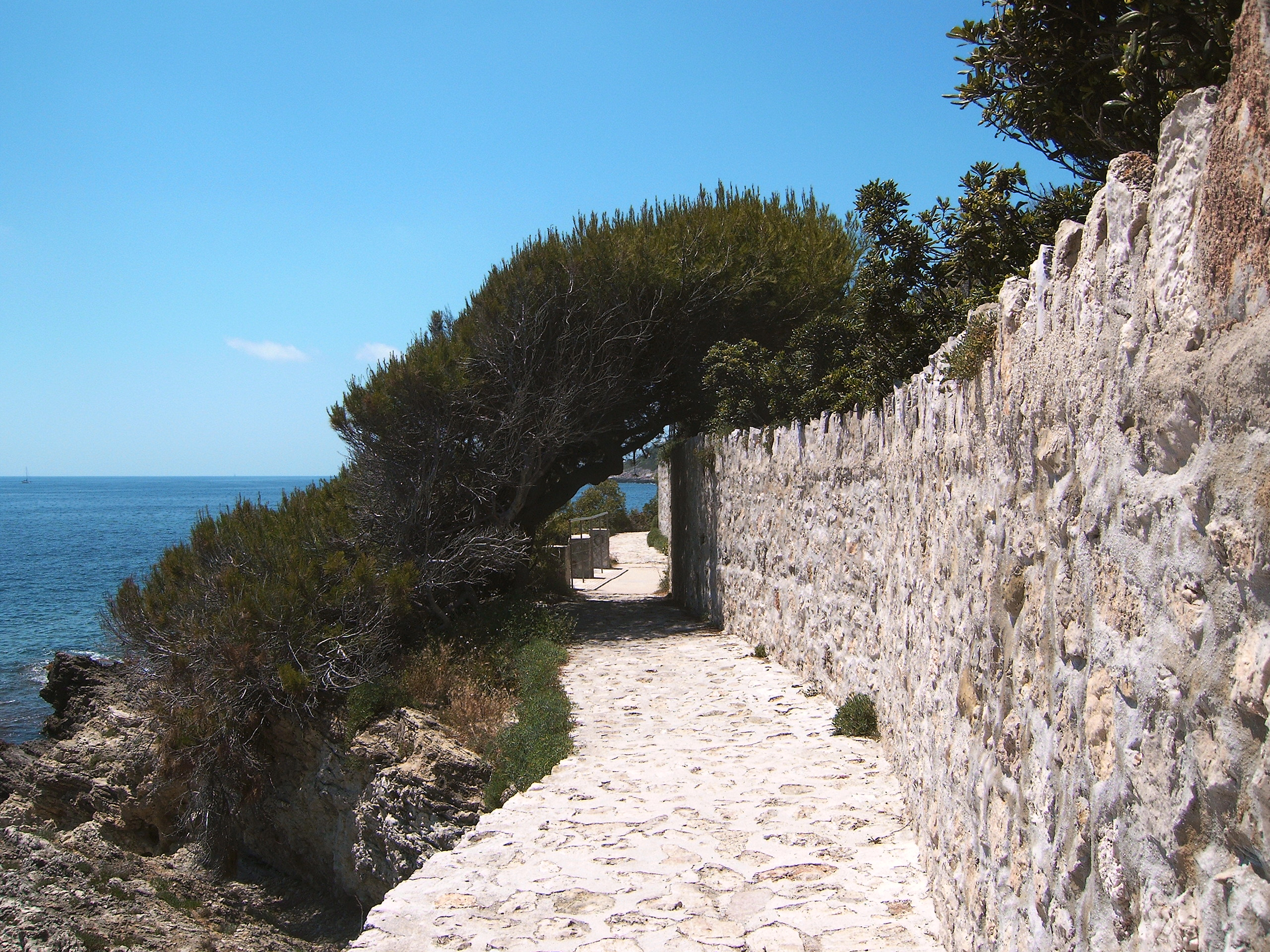
Cap Ferrat, Inselrundwanderweg